# Pucaraia igguierdoi
Pucaraia igguierdoi là một loài bướm đêm trong họ Geometridae.